# جيسيكا بوركهارت
جيسيكا بوركهارت (بالإنجليزية: Jessica Burkhart)‏ (29 يناير 1987، غودليتسفيل في الولايات المتحدة)؛ كاتِبة مُتخصِّصة في أدب الأطفال وروائية أمريكية.